# روبرت دبليو. سميث
روبرت دبليو. سميث هو مؤرخ كندي، ولد في 27 فبراير 1926.